# ایمجن ایر
ایمجن ایر (به انگلیسی: ImagineAir) یک شرکت هواپیمایی است که در تاریخ ۲۰۰۵ میلادی تأسیس شده است.
دفتر مرکزی ایمجن ایر در آتلانتا واقع شده‌است و به ۹۰۰ مقصد به جنوب و شرق ایالات متحده آمریکا، پرواز مستقیم انجام می‌دهد.